# Émile Knecht
Émile Knecht (Zúrich, 23 de septiembre de 1924-Küsnacht, 4 de mayo de 2019) fue un deportista suizo que compitió en remo.
Participó en dos Juegos Olímpicos de Verano en los años 1948 y 1952, obteniendo una medalla de plata en Londres 1948 en la prueba de cuatro con timonel. Ganó dos medallas en el Campeonato Europeo de Remo, bronce en 1947 y oro en 1951.

## Palmarés internacional
| Juegos Olímpicos   | Juegos Olímpicos      | Juegos Olímpicos  | Juegos Olímpicos   |
| Año                | Lugar                 | Medalla           | Prueba             |
| ------------------ | --------------------- | ----------------- | ------------------ |
| 1948               | Londres (Reino Unido) | Medalla de plata  | Cuatro con timonel |
| Campeonato Europeo |                       |                   |                    |
| Año                | Lugar                 | Medalla           | Prueba             |
| 1947               | Lucerna (Suiza)       | Medalla de bronce | Ocho con timonel   |
| 1951               | Mâcon (Francia)       | Medalla de oro    | Doble scull        |